# Habrotrocha appendiculata
Habrotrocha appendiculata is een raderdiertjessoort uit de familie Habrotrochidae. De wetenschappelijke naam van deze soort is voor het eerst geldig gepubliceerd in 1911 door Murray.